# Albirex Niigata
Albirex Niigata (jap. アルビレックス新潟, Arubirekkusu Niigata) ist ein japanischer Fußballverein und spielt ab 2023 in der J1 League, der höchsten Profiliga des Landes.
In vielerlei Hinsicht unterscheidet sich Albirex von den meisten Konkurrenten in der J. League. Erstens entstand der Verein nicht als Werksmannschaft eines Großkonzerns, sondern aus einem gewöhnlichen Fußballklub und wird auch heute von keinem nationalen Zaibatsu, sondern von einem Konsortium regionaler Mittelständler unterstützt. Und zum zweiten hat sich die Mannschaft aus Niigata an der Nordküste Honshūs als einer von wenigen Vereinen abseits der Ballungsräume Tokio und Kōbe-Osaka-Kyōto etabliert.
Der „Verein“ ist eine Aktiengesellschaft mit Sitz in Niigata, deren Stammkapital von 171 verschiedenen Unternehmen gehalten wird, die K.K. Albirex Niigata (株式会社アルビレックス新潟, Kabushiki-gaisha Albirekkusu Niigata).

## Geschichte
1955 wurde Albirex unter dem Namen Niigata Eleven Soccer Club gegründet und spielte über mehrere Jahrzehnte mehr oder weniger erfolgreich in regionalen Verbandsligen. Zwischen 1986 und 1994 gewann Eleven mehrere Male die regionale Meisterschaft ihres Verbandes, ohne jedoch landesweit groß auf sich aufmerksam zu machen.
Als in den Jahren 1993–94 der japanische Klubfußball durch die Gründung von J. League und Japan Football League (JFL) umgestaltet wurde, firmierte Eleven in Albireo Niigata um. Der Name stammt aus der Astronomie, dort ist Albireo ein Stern im Sternbild des Schwans (lateinisch Cygnus). Nachdem Albireo Niigata als eines der Gründungsmitglieder der J-League Division 2 ausgewählt wurde veränderte der Verein seinen Namen in Albirex Niigata. Die Umbenennung in Albirex soll das einfachere Aussprechen des Namens Albirex gewesen sein. Passend dazu wurde ein weißer Schwan mit dem Namen Albi, manchmal auch als Gans bezeichnet, als Maskottchen und Wappentier gewählt. Im Jahr 2002 bekam Albi eine Partnerin Swan und die komplette Familie mit drei Kindern war im Jahr 2008 komplett.
Mit dem Aufstieg 1996 in die JFL betrat Albireo erstmals die nationale Bühne und wurde auf Grund seiner soliden finanziellen Situation bei der Gründung der J. League Division 2 1999 sportlich erfolgreicheren Mannschaften vorgezogen und in die J2 aufgenommen. Gleichzeitig änderte der Verein aus namensrechtlichen Gründen nochmals seinen Namen, diesmal in Albirex.
Der Verein aus der Provinz hielt sich überraschend gut in der neuen Liga, was auch mit der überdurchschnittlichen Anteilnahme der Fans zusammenhängen mag (in Niigata musste der Klub nicht mit einem starken Baseballverein um die Gunst der Zuschauer buhlen und konnte sich so als „Stolz der Provinz“ etablieren). Die Mannschaft wurde kontinuierlich verstärkt und stieg folgerichtig 2003 in die erste Liga auf.
Dort sorgte ein Unglück dafür, dass die Bande zwischen Verein und Bevölkerung noch enger wurden: Als ein Erdbeben im Oktober 2004 große Teile von Stadt und Präfektur verwüstete, standen die Fußballer bei den Hilfsaktionen an erster Stelle – ein Engagement, das die Bevölkerung nicht vergessen hat und das Albirex trotz sportlich durchschnittlicher Leistung Zuschauerschnitte von etwa 40.000 pro Spiel beschert (Ligadurchschnitt: 17.000 pro Spiel).
2004 wurde in Singapur ein Ablegerverein, Albirex Niigata (Singapur), gegründet, bei dem überwiegend japanische Spieler aktiv sind.

## Erfolge
- Hokushinetsu Football League:

Meister: 1986, 1996, 1997
Vizemeister: 1992
- All Japan Senior Football Championship

Vizemeister: 1995
- J2 League Meister: 2003, 2022
- J.League Cup Finalist: 2024

## Stadion
Der Verein trägt seine Heimspiele im Denka Big Swan Stadium (jap. デンカビッグスワンスタジアム, Denka Biggu Suwan Sutajiamu) in Niigata in der Präfektur Niigata aus. Das Stadion hat ein Fassungsvermögen von 42.300 Zuschauern. Eigentümerin der Sportstätte ist die Präfektur Niigata.

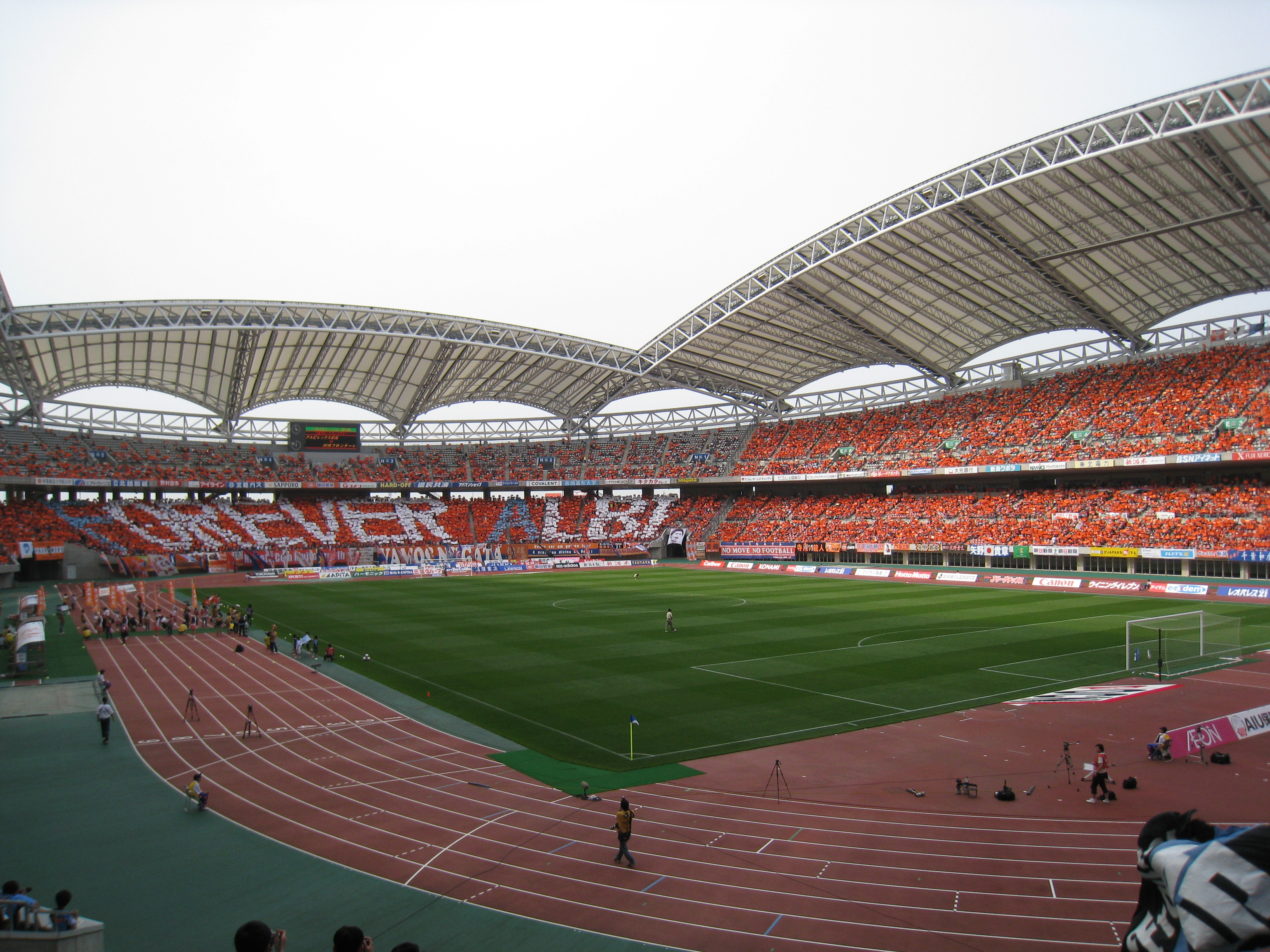
Denka Big Swan Stadium

Koordinaten: 37° 52′ 57″ N, 139° 3′ 33″ O

## Aktueller Kader
Stand: April 2025
| Nr. |            | Position | Name               |
| --- | ---------- | -------- | ------------------ |
| 1   | Japan      | TW       | Kazuki Fujita      |
| 2   | Australien | AB       | Jason Geria        |
| 3   | Japan      | AB       | Hayato Inamura     |
| 4   | Japan      | AB       | Shōsei Okamoto     |
| 5   | Neuseeland | AB       | Michael Fitzgerald |
| 6   | Japan      | MF       | Hiroki Akiyama     |
| 7   | Japan      | ST       | Kaito Taniguchi    |
| 8   | Japan      | MF       | Eiji Miyamoto      |
| 9   | Japan      | ST       | Ken Yamura         |
| 11  | Brasilien  | MF       | Danilo Gomes       |
| 13  | Japan      | MF       | Riku Ochiai        |
| 15  | Japan      | AB       | Fumiya Hayakawa    |
| 16  | Japan      | ST       | Yōta Komi          |
| 18  | Japan      | ST       | Yamato Wakatsuki   |
| 19  | Japan      | MF       | Yūji Hoshi         |
| 20  | Brasilien  | MF       | Miguel Silveira    |

| Nr. |       | Position | Name               |
| --- | ----- | -------- | ------------------ |
| 21  | Japan | TW       | Ryuga Tashiro      |
| 22  | Japan | MF       | Taiki Arai         |
| 23  | Japan | TW       | Daisuke Yoshimitsu |
| 25  | Japan | MF       | Sōya Fujiwara      |
| 28  | Japan | ST       | Shūsuke Ōta        |
| 30  | Japan | MF       | Jin Okumura        |
| 31  | Japan | AB       | Yūto Horigome      |
| 33  | Japan | MF       | Yoshiaki Takagi    |
| 35  | Japan | AB       | Kazuhiko Chiba     |
| 38  | Japan | AB       | Kodai Mori         |
| 41  | Japan | MF       | Motoki Hasegawa    |
| 42  | Japan | AB       | Kento Hashimoto    |
| 46  | Japan | MF       | Keisuke Kasai      |
| 48  | Japan | MF       | Yushin Otake       |
| 71  | Japan | TW       | Shota Uchiyama     |
| 99  | Japan | MF       | Yūji Ono           |

## Trainerchronik
| Trainer             | Nation                 | von                | bis                |
| ------------------- | ---------------------- | ------------------ | ------------------ |
| Frans van Balkom    | Niederlande Australien | 1. Februar 1995    | 31. Januar 1998    |
| Yoshikazu Nagai     | Japan                  | 1. Januar 1998     | 31. Dezember 2012  |
| Yasuharu Sorimachi  | Japan                  | 1. Februar 2001    | 31. Januar 2006    |
| Jun Suzuki          | Japan                  | 1. Februar 2006    | 31. Januar 2010    |
| Nobuhiro Ueno       | Japan                  | 22. Mai 2012       | 10. Juni 2012      |
| Masaaki Yanagishita | Japan                  | 1. Juni 2012       | 31. Januar 2016    |
| Tatsuma Yoshida     | Japan                  | 1. Februar 2016    | 27. September 2016 |
| Kōichirō Katafuchi  | Japan                  | 27. September 2016 | 31. Januar 2017    |
| Fumitake Miura      | Japan                  | 1. Februar 2017    | 7. Mai 2017        |
| Kōichirō Katafuchi  | Japan                  | 8. Mai 2017        | 10. Mai 2017       |
| Wagner Lopes        | Japan                  | 11. Mai 2017       | 31. Dezember 2017  |
| Masakazu Suzuki     | Japan                  | 1. Februar 2018    | 8. August 2018     |
| Kōichirō Katafuchi  | Japan                  | 8. August 2018     | 13. April 2019     |
| Kazuaki Yoshinaga   | Japan                  | 14. April 2019     | 31. Januar 2020    |
| Albert Puig         | Spanien                | 1. Februar 2020    | 31. Januar 2022    |
| Rikizō Matsuhashi   | Japan                  | 1. Februar 2022    |                    |

## Saisonplatzierung
| Saison | Liga | Teams | Pos.  | Zusch./Sp. | J.League Cup  | Kaiserpokal   |
| ------ | ---- | ----- | ----- | ---------- | ------------- | ------------- |
| 1986   | HFL  | 10    | 1.    |            | -             | -             |
| 1987   | HFL  | 10    | 3.    |            | -             | -             |
| 1988   | HFL  | 10    | 4.    |            | -             | -             |
| 1989   | HFL  | 10    | 8.    |            | -             | -             |
| 1990   | HFL  | 10    | 3.    |            | -             | -             |
| 1991   | HFL  | 10    | 3.    |            | -             | -             |
| 1992   | HFL  | 10    | 2.    |            | -             | -             |
| 1993   | HFL  | 10    | 4.    |            | -             | -             |
| 1994   | HFL  | 10    | 4.    |            | -             | -             |
| 1995   | HFL  | 10    | 3.    |            | -             | -             |
| 1996   | HFL  | 10    | 1.    |            | -             | 1. Runde      |
| 1997   | HFL  | 10    | 1. ▲  |            | -             | 2. Runde      |
| 1998   | JFL  | 16    | 11. ▲ |            | -             | 3. Runde      |
| 1999   | J2   | 10    | 4.    | 4.211      | -             | 3. Runde      |
| 2000   | J2   | 11    | 7.    | 4.007      | -             | 3. Runde      |
| 2001   | J2   | 12    | 4.    | 16.659     | -             | 4. Runde      |
| 2002   | J2   | 12    | 3.    | 21.478     | -             | 3. Runde      |
| 2003   | J2   | 12    | 1. ▲  | 30.339     | -             | 4. Runde      |
| 2004   | J1   | 16    | 10.   | 37.689     | Gruppenphase  | 4. Runde      |
| 2005   | J1   | 18    | 12.   | 40.114     | Gruppenphase  | 5. Runde      |
| 2006   | J1   | 18    | 14.   | 38.709     | Gruppenphase  | 5. Runde      |
| 2007   | J1   | 18    | 6.    | 38.276     | Gruppenphase  | 4. Runde      |
| 2008   | J1   | 18    | 13.   | 34.490     | Gruppenphase  | 5. Runde      |
| 2009   | J1   | 18    | 8.    | 33.446     | Gruppenphase  | Viertelfinale |
| 2010   | J1   | 18    | 9.    | 19.152     | Gruppenphase  | 4. Runde      |
| 2011   | J1   | 18    | 14.   | 26.049     | Viertelfinale | 3. Runde      |
| 2012   | J1   | 18    | 15.   | 25.018     | Gruppenphase  | 3. Runde      |
| 2013   | J1   | 18    | 7.    | 18.919     | Gruppenphase  | 3. Runde      |
| 2014   | J1   | 18    | 12.   | 22.979     | Gruppenphase  | 3. Runde      |
| 2015   | J1   | 18    | 15.   | 23.444     | Halbfinale    | 3. Runde      |
| 2016   | J1   | 18    | 15.   | 21.181     | Gruppenphase  | 4. Runde      |
| 2017   | J1   | 18    | 17. ▼ | 22.034     | Gruppenphase  | 3. Runde      |
| 2018   | J2   | 22    | 16.   | 14.913     | Gruppenphase  | 3. Runde      |
| 2019   | J2   | 22    | 10.   | 14.497     | -             | 2. Runde      |
| 2020   | J2   | 22    | 11.   | 5.361      | -             | -             |
| 2021   | J2   | 22    | 6.    | 10.879     | -             | 3. Runde      |
| 2022   | J2   | 22    | 1. ▲  | 14.954     | -             | 2. Runde      |
| 2023   | J1   | 18    | 10.   | 23.113     | Gruppenphase  | Viertelfinale |
| 2024   | J1   | 20    | 16.   | 22.430     | 2. Platz      | 3. Runde      |
| 2025   | J1   | 20    |       |            |               |               |

JFL: Japan Football League (3. Ligaebene. Vor Einführung der J3 League war die JFL die 3. Ebene im nationalen Ligensystem.)
HFL: Hokushin'etsu Football League (4. Ligaebene)

## Auszeichnungen

### Elf des Jahres
- Márcio Richardes (2010)
- Kengo Kawamata (2013)
- Léo Silva (2014)